# دیکویا
دیکویا (به لاتین: Dikoya) یک منطقهٔ مسکونی در سری‌لانکا است که در استان مرکزی (سری‌لانکا) واقع شده‌است.